# 松永安優美
松永 安優美（まつなが あゆみ）は、栃木県出身の医師、介護福祉の専門家。埼玉医科大学在学中に空手道部を創設し、卒業後は同大学附属病院で研修医および第3内科に勤務。1989年（平成元年）より松永医院に勤務し、その後、多数の介護・福祉施設を開設した。
現在は医療法人聖生会の理事長および社会福祉法人裕母和会の会長を務め、地域医療や介護福祉の推進にも携わっている。

## 経歴
埼玉医科大学在学中の1975年に空手道部を創設。  関東医学部歯学部空手道大会 (関東医科歯科リーグ) 発足に発起人の1人として関わる。同大学卒業後、研修医を経て第3内科に入局。1989年に松永医院勤務を開始。1991年（平成3年）4月に特別養護老人ホーム「清松園」を開設し、1996年（平成8年）4月に介護老人保健施設「安純の里」を続いて開設した。その後も順次高齢者向け施設を設立している。

## 現在の役職
- 医療法人聖生会 理事長[2][3]
- 社会福祉法人裕母和会 会長[4]
- 栃木県在宅医療推進協議会委員
- 栃木県選挙管理委員会委員[5]
- 独協医科大学臨床教授（地域医療）
- 栃木県老人保健施設協会理事
- 佐野市建築審査会委員
- さのまる応援隊隊員
- 「クリケットのまち佐野」サポータークラブ副会長

## 主な施設開設
- 清松園（特別養護老人ホーム、1991年4月）
- 安純の里（介護老人保健施設、1996年4月）
- その他：悠楓園（ケア対応型マンション）、さくらの里、ゆうゆう系列施設、悠生園、和の里、かがやき、ゆうゆうクラブ 等。

## 作詞・作曲・著作
作詞・作曲活動として「栃木市立小野寺小学校校歌」「たびだち」「遠い日々」「とち介あったか音頭」「さのまるロックンロール」「～たびだち～」「それ行けCricket」「音頭Deクリケット」を手がけた。加えて著書に『理想の介護への挑戦』（たま出版）や『在宅死の心がまえ』（ポプラ社）、共著に『訪問介護スキルアップ』（日経BP社）、『短期集中講座 介護福祉士国家試験対策2002』（じほう社）がある。
メディア出演としては、スカイパーフェクトTV「介護福祉士試験講座」の講師や、クレシア「ポイズパッド」のテレビコマーシャルにも出演した。

## 家族
- 曽祖父：松永和一郎（政治家・東京市養育院院長）